# Handyside-Urteil
Das Handyside-Urteil des Europäischen Gerichtshofs für Menschenrechte vom 7. Dezember 1976 ist eine frühe Leitentscheidung zur Freiheit der Meinungsäußerung nach Art. 10 EMRK. Der Gerichtshof betonte die Bedeutung der Meinungsfreiheit für eine demokratische Gesellschaft. Zugleich hob er den weiten staatlichen Beurteilungsspielraum in Fragen der Moral hervor.

## Sachverhalt
1972 brachte der Londoner Verleger Richard Handyside das kleine rote schülerbuch (The Little Red Schoolbook) in englischer Übersetzung heraus. Das Buch war 1969 erstmals in dänischer Sprache erschienen und bereits in mehrere andere Sprachen übersetzt worden, darunter ins Deutsche. Es war als Handbuch konzipiert und enthielt unter anderem ein Kapitel zur Sexualaufklärung. Während es in anderen europäischen Staaten problemlos vertrieben werden konnte, wurde es in England als obzön beschlagnahmt. Handyside wurde zu einer Geldstrafe verurteilt und die beschlagnahmten Exemplare des Buches vernichtet.

## Merkmale einer demokratischen Gesellschaft
Art. 10 Abs. 2 EMRK gestattet Eingriffe in die Meinungsäußerungsfreiheit nur, soweit sie "in einer demokratischen Gesellschaft notwendig" sind. Der Gerichtshof nahm diese Formulierung zum Ausgangspunkt, um die Bedeutung der
Meinungsfreiheit für eine demokratische Gesellschaft zu bestimmen. In einer
berühmt gewordenen Passage erklärte er:

„Vorbehaltlich der Bestimmung des Art. 10 Abs. 2 gilt [das Recht auf freie Meinungsäußerung] nicht nur für die günstig aufgenommenen oder als unschädlich oder unwichtig angesehenen 'Informationen' oder 'Ideen', sondern auch für die, welche den Staat oder irgendeinen Teil der Bevölkerung verletzen, schockieren oder beunruhigen. So wollen es Pluralismus, Toleranz und Aufgeschlossenheit, ohne die es eine 'demokratische Gesellschaft' nicht gibt.“

Diese Passage hat er seitdem immer wieder zitiert. Im Caroline-von-Hannover-Urteil von
2012 findet sie sich im Zusammenhang mit dem Schutz von Prominenten vor der
Regenbogenpresse. Im Rahmen der Religionsfreiheit hat sich der Gerichtshof ebenso auf "Pluralismus, Toleranz und Aufgeschlossenheit" als Merkmale einer "demokratischen Gesellschaft" gestützt wie bei der rechtlichen Anerkennung gleichgeschlechtlicher Lebensgemeinschaften.

## Staatlicher Beurteilungsspielraum
Dem Bekenntnis zur Bedeutung und Weite der Meinungsfreiheit stellt der Gerichtshof jedoch einen staatlichen Beurteilungsspielraum (margin of appreciation) gegenüber, den er in Fragen der Moral besonders weit zieht. Dieser Beurteilungsspielraum führte dazu, dass der Gerichtshof das staatliche Verbot des Little Red Schoolbook letztlich nicht beanstandete.